# Площадь Марджанишвили
Площадь Марджанишвили (груз. მარჯანიშვილის მოედნის) — площадь в Тбилиси, в районе Чугурети, у пересечения улицы Марджанишвили и проспекта Давида Агмашенебели.

## История

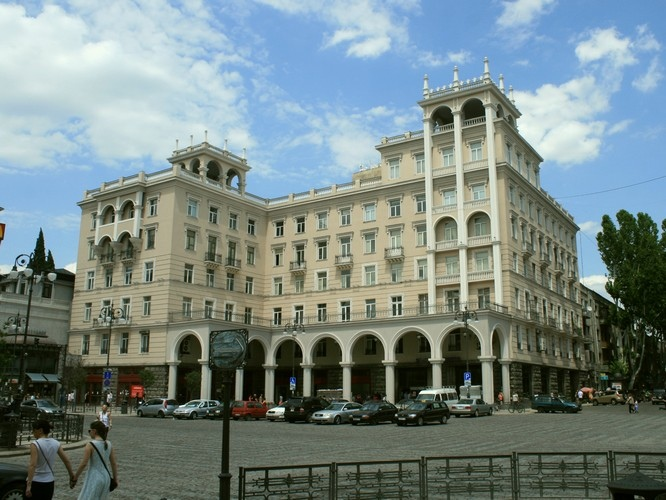
д. 85-87, проспект Давида Агмашенебели

Носит имя выдающегося грузинского театрального деятеля Константина Марджанишвили (1872—1933).
В начале XIX века в этом, тогда пригородном, районе на левом берегу реки Кура были основаны немецкие колонии Ной Тифлис и Александердорф (поименована в честь царствовавшего в то время российского императора Александра I).
Территория начала интенсивно застраиваться после сооружения Верийского моста (1883, ныне — Мост Галактиона Табидзе) в духе господствовавшего в те годы электрического стиля. В конце XIX века в районе площади в неоготическом стиле колонистами была возведена кирха Петра и Павла, от чего и проходящая улица (ныне — Марджанишвили) называлась Кирочной.
В 1930-е годы кирха была закрыта, а послевоенные 1940-е годы снесена, и в 1940-е — 1950-е годы здесь были выстроены оформившие площадь здания (архитектор М. С. Мелия), два из которых жилые (1948, Сталинская премия III степени за 1950 год), в третьем расположился институт Тбилгорпроект (1956).
11 января 1966 года в составе первой очереди тбилисского метро была открыта станция «Марджанишвили», наземный вестибюль станции устроен в д. 85.
В 1992 году в квартире великого грузинского советского балетмейстера Вахтанга Чабукиани (†1992) был основан мемориальный музей, официально музей действует с 29 апреля 2003 года.

## Достопримечательности
Дом-музей Вахтанга Чабукиани (д. 83, проспект Давида Агмашенебели)

## Известные жители
Рафаэль Агладзе (мемориальная доска)
Отар Мегвинетухуцеси (мемориальная доска)
Владимир Нанейшвили (мемориальная доска)
Борис Пайчадзе (мемориальная доска)
Вахтанг Чабукиани (д. 83, мемориальная доска)